# Școala de la Siena

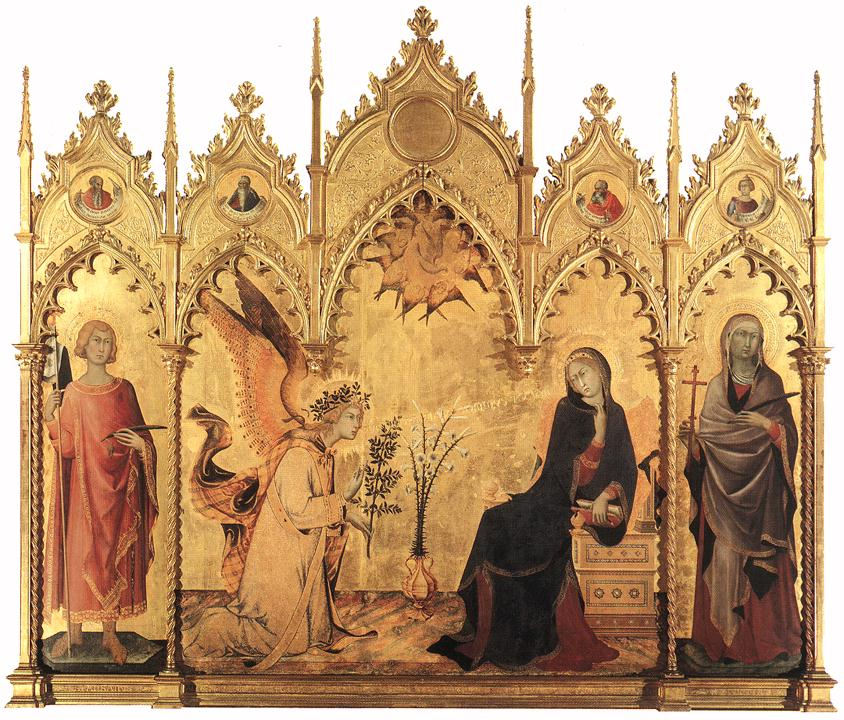
Simone Martini (1284 – 1344) și Lippo Memmi (1291 – 1356) (figurile laterale și medalioanele) — Bunavestire între Sfântul Ansan și Sfânta Margareta, circa 1333, dimensiuni, înălțime 2,65 m; lățime 3,05 m —

 Școala de la Siena  sau  Școala sieneză [de pictură], conform originalului din limba italiană,  Scuola senese, a fost un puternic curent artistic din pictură, care a înflorit în orașul Siena din Toscana, Italia, pentru mai bine de două secole, între secolele al al XIII-lea și al al XV-lea.
Cei mai importanți exponenți ai Școlii sieneze au fost Duccio di Buoninsegna, ale cărui lucrări indică clară influență bizantină, elevul său Simone Martini, frații Pietro și Ambrogio Lorenzetti, respectiv Domenico și Taddeo di Bartolo, Sassetta și Matteo di Giovanni.

## Istoric

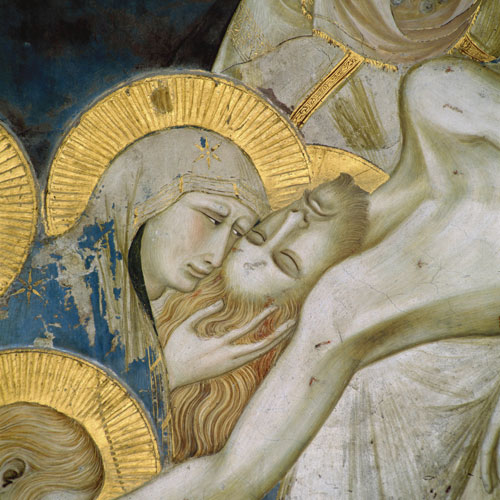
Pietro Lorenzetti — detaliu al lucrării Depunerea lui Hristos — Frescă în Bazilica Sfântul Francisc din Assisi (biserica de jos)

Duccio di Bonisegna poate fi considerat, pe bună dreptate, „tatăl picturii sieneze.” 
Frații Pietro și Ambrogio Lorenzetti au fost „responsabili pentru o dezvoltare crucială a artei sieneze, trecând de la tradiția moștenită de la Duccio la o adevărată artă gotică, încorporând inovațiile Școlii din Florența introduse de Giotto și Arnolfo di Cambio". 
| “ | Arta sieneză a înflorit chiar și atunci când Siena însăși începuse să decadă economic și politic. Și, în timp ce artiștii din Siena secolului al 15-lea nu s-au bucurat de patronajul și respectul larg răspândit pe care strămoșii lor din secolul al 14-lea le-au primit, picturile și manuscrisele iluminate pe care le-au produs formează una dintre comorile subevaluate în superba recompensă a artei italiene. | ” |

La sfârșitul secolului al XV-lea, Siena „a cedat, în cele din urmă” învățăturilor picturii florentine despre perspectivă și reprezentare naturalistă, absorbind astfel „cultura umanistă.”  În secolul al XVI-lea, curent artistic al manierismului, prin exponenții acestuia, Beccafumi și Il Sodoma, care au lucrat în Florența, a demonstrat vizibil, prin operele acestora, încorporarea armonioasă în a fuziona și a trece de la Școala florentină la manierism. Prin comparație, în timp ce Baldassare Peruzzi s-a născut și s-a antrenat în Siena, lucrările și stilul său pictural reflectă lunga sa carieră de la Roma.
Declinul constant, economic și politic al Sienei, până în secolul al XVI-lea și eventuala sa „subjugare,” de către Florența, s-au reflectat, în mare măsură, în dezvoltarea picturii sieneze. Acest fapt a însemnat, de asemenea, că o bună parte din lucrările sieneze în biserici și clădiri publice nu au fost aruncate sau distruse.

## Stil

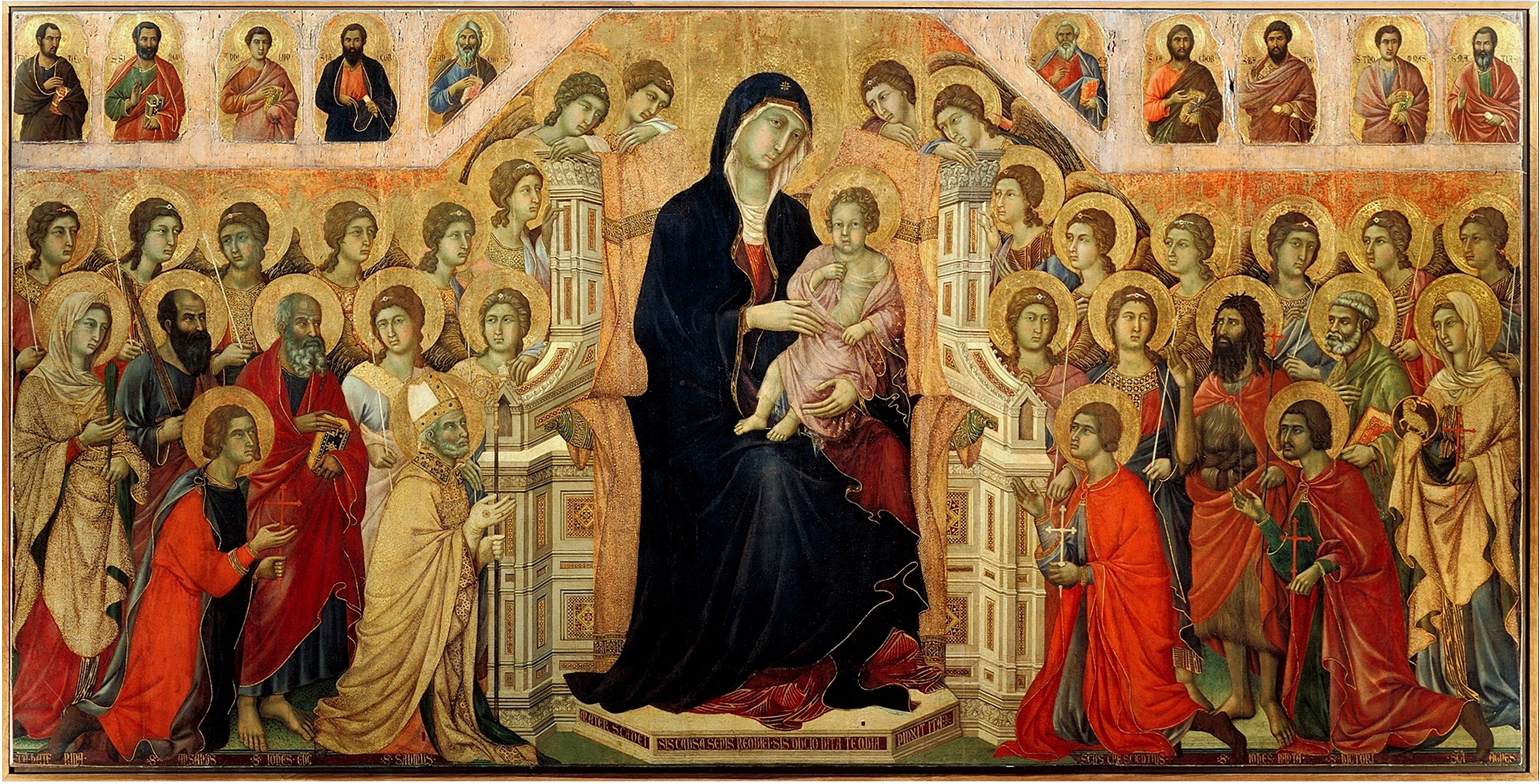
Duccio di Bonisegna (1255 – 1319) — Maestà (1308 – 1311) — Museo dell'Opera del Duomo, Siena - tempera pe lemn, circa 1333, dimensiuni, înălțime 2,14 m; lățime 4,12 m —

Spre deosebire de modalitățile artistice ale Școlii florentine, arta Școlii sieneze a optat pentru un stil mult mai decorativ și cu culori pline, saturate, cu „figuri [omenești] mai subțiri, mai elegante și mai delicate.”
| “ | [Pictura sieneză] ... are, de asemenea, o unicitate mistică ... caracterizată printr-un accent comun, acsat pe evenimente miraculoase, cu mai puțină atenție la proporții, distorsiuni de timp și loc și, adesea, având o colorație de vis.” | ” |

Foarte caracteristic lor, pictori sienezi nu au pictat portrete individuale (ale oamenilor timpului lor), alegorii sau mituri clasice.

## Listă de artiști vizuali

### 1251 – 1300 (Duocente)
- Guido di Graziano
- Guido da Siena
- Rinaldo da Siena
- Vigoroso da Siena
- Dietisalvi di Speme
- Maestro di Tressa

### 1301 – 1350 (prima parte aTrecento)
- Maestro degli Aringhieri
- Bartolomeo Bulgarini
- Segna di Buonaventura

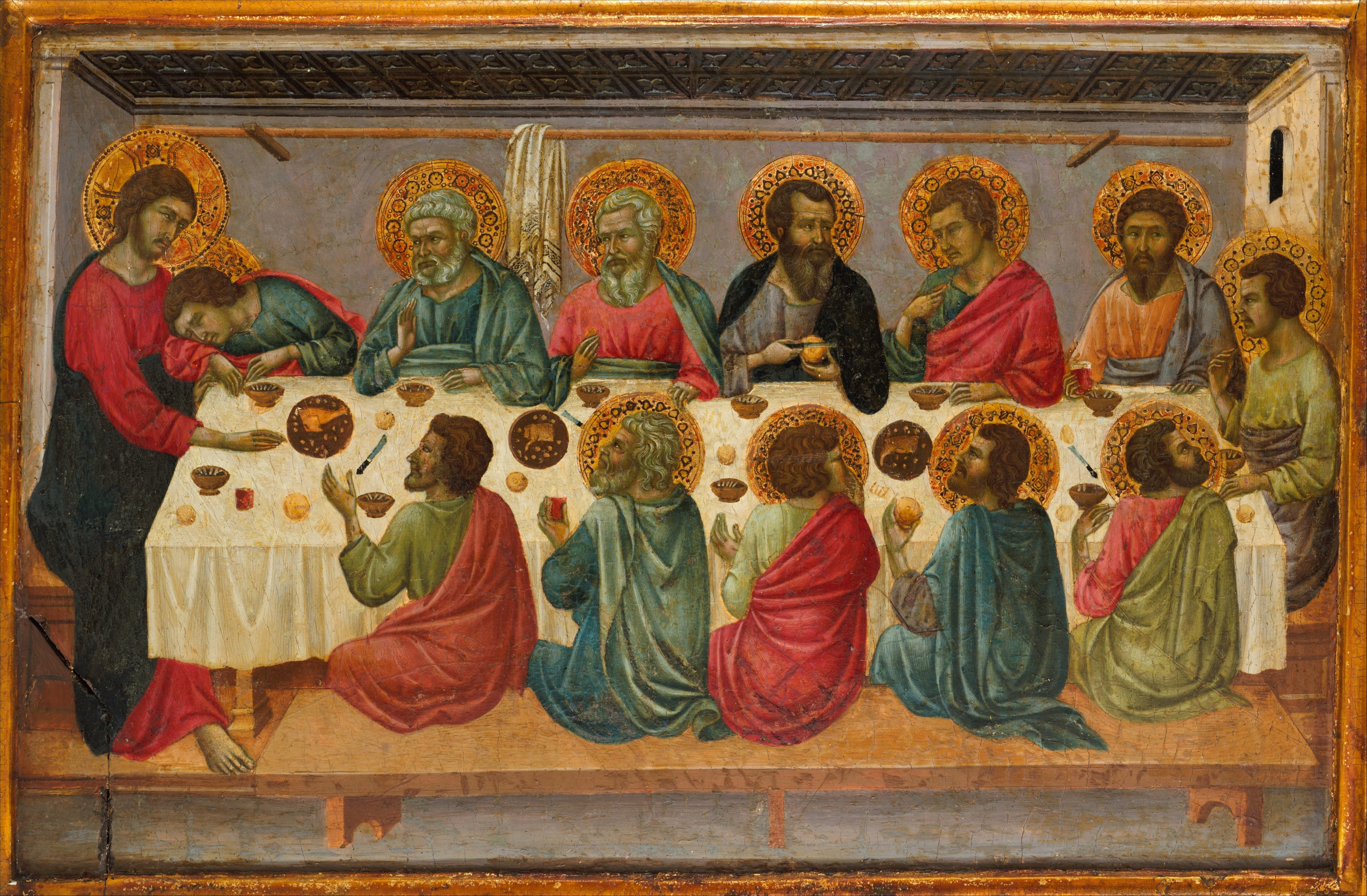
Ugolino di Nerio, pictură de predella — Scenă din celebra Cina cea de taină (biblică) - mai 1324, dimensiuni, înălțime 343 mm; lățime 527 mm —

- Duccio di Buoninsegna (1255 – 1319)
- Maestro di Badia a Isola
- Maestro di Città di Castello
- Naddo Ceccarelli
- Memmo di Filippuccio
- Ambrogio Lorenzetti
- Pietro Lorenzetti
- Simone Martini (1284 – 1344)
- Lippo Memmi (1291 – 1356)
- Ugolino di Nerio (1280 – 1330)
- Francesco di Segna
- Niccolò di Segna
- Lippo Vanni

### 1351 – 1400 (a doua parte aTrecento)
- Spinello Aretino
- Andrea di Bartolo
- Taddeo di Bartolo
- Niccolò di Bonaccorso
- Bartolomeo Bulgarini (Ugolino Lorenzetti, Maestro d'Ovile)
- Bartolo di Fredi
- Luca di Giovanni
- Paolo di Giovanni Fei
- Biagio Goro Ghezzi
- Jacopo di Mino del Pellicciaio
- Cecco di Pietro
- Niccolò di Ser Sozzo
- Luca di Tommè
- Andrea di Vanni
- Lippo Vanni
- Francesco di Vannuccio
- (Realizatorul necunoscut al Tripticului Richardson)

### 1401 – 1450 (întâia parte aQuattrocento)
- Domenico di Bartolo
- Martino di Bartolomeo
- Benedetto di Bindo
- Gregorio di Cecco
- Pietro di Giovanni d'Ambrogio
- Jacopo della Quercia
- Priamo della Quercia
- Giovanni di Paolo (1403 – 1482)
- Lorenzo di Pietro – (Vecchietta)
- Sano di Pietro

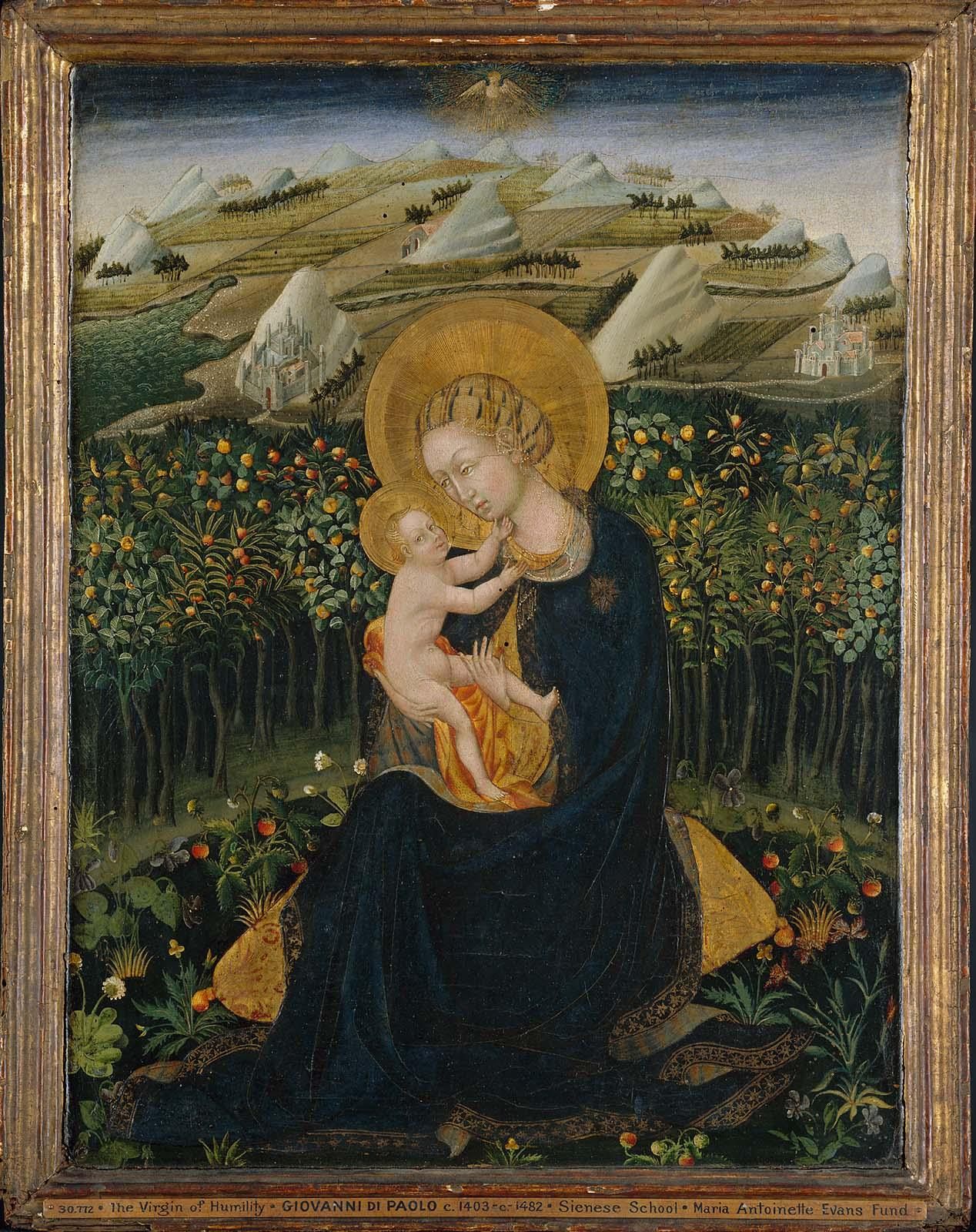
Giovanni di Paolo — Madonna umilinței, circa 1442, dimensiuni, înălțime 619 mm; lățime 489 mm —

- (Realizatorul necunoscut al Tripticului Osservanza
- Il Sassetta – (Stefano di Giovanni)

### 1451 – 1500  (partea a doua aQuattrocento)
- Andrea di Bartolo
- Domenico di Bartolo
- Neroccio di Bartolomeo de' Landi
- Girolamo di Benvenuto
- Guidoccio Cozzarelli
- Pietro di Domenico
- Pietro di Francesco Orioli
- Bernardino Fungai
- Francesco di Giorgio Martini
- Benvenuto di Giovanni
- Carlo di Giovanni
- Matteo di Giovanni[7]
- Maestro dell'Osservanza
- Matteo di Giovanni[8]
- Pietro di Giovanni d'Ambrogio
- Francesco di Giorgio Martini
- Pellegrino di Mariano
- Andrea di Niccolò
- Giovanni di Paolo
- Sano di Pietro
- Nicola di Ulisse
- Il Vecchietta

### 1501 – 1600 (Cinquecento)
- Beccafumi
- Girolamo di Benvenuto
- Brescianino
- Alessandro Casolani
- Bartolomeo Neroni
- Giacomo Pacchiarotti
- Girolamo del Pacchia

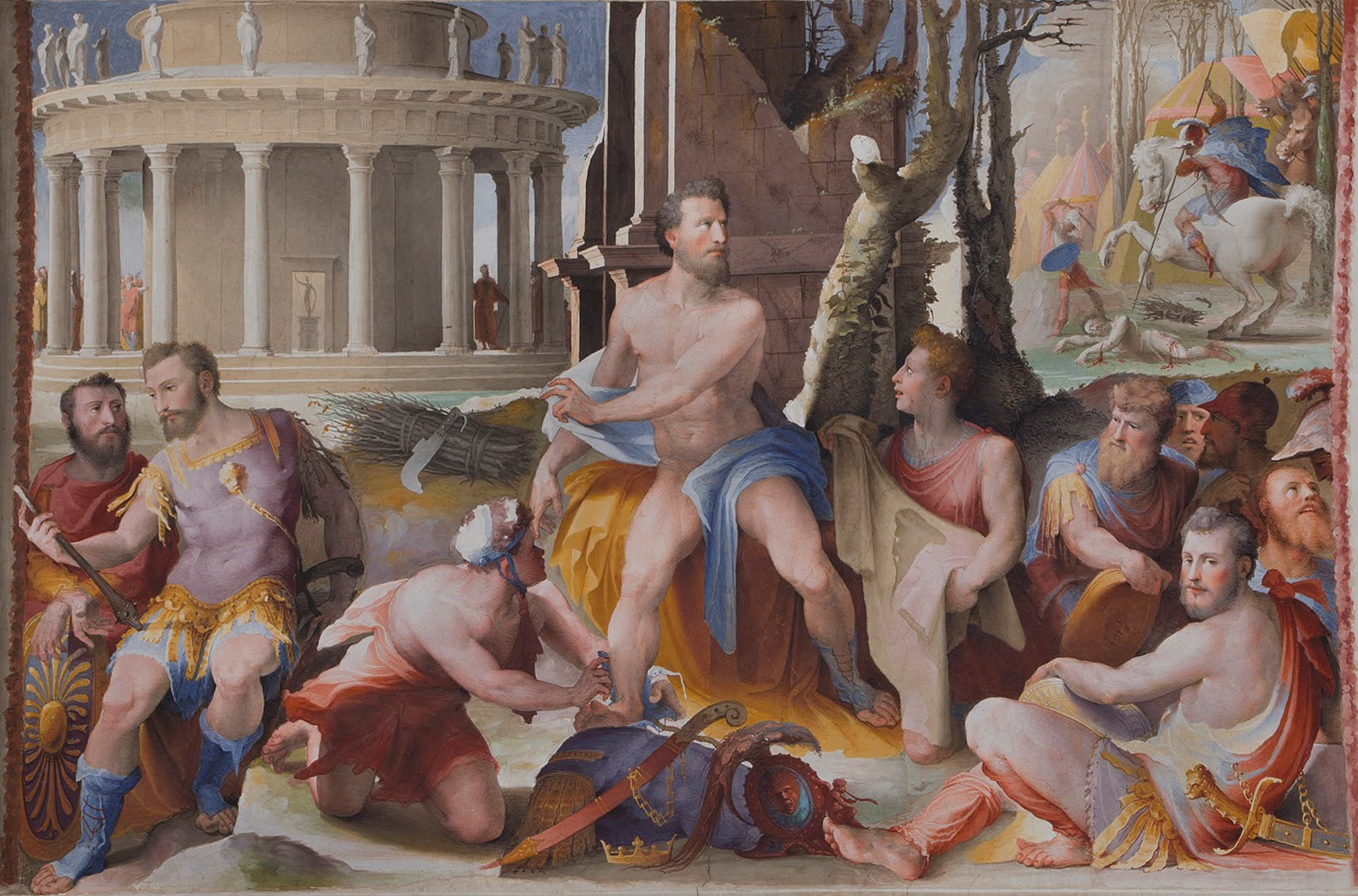
Domenico Beccafumi — Virtuțile publice ale eroilor greci și romani – Sacrificiul regelui Codron al Atenei, frescă de tavan, (circa 1529 - 1535), dimensiuni, înălțime m; lățime m —

- Domenico di Pace Beccafumi (1486 – 1551)
- Baldassarre Peruzzi
- Marco Pino
- Arcangelo Salimbeni
- Riccio Sanese (Bartolomeo Neroni)
- Il Sodoma (Giovanni Antonio Bazzi)
- Francesco Vanni

### 1601 – 1650 (Seicento)
- Rutilio Manetti
- Bernardino Mei
- Astolfo Petrazzi
- Francesco Rustici
- Ventura Salimbeni
- Francesco Vanni